# Автоформатирование
Автоформати́рование текста — изменение знаков препинания, отступов, капитализации символов текста в зависимости от его лексического значения.

Пример автоформатирования текста на языке Python, анализируя введенный текст, программа автоматически создает отступы справа.

В общем случае автоформатирование может применяться и к естественным языкам (например, после точки всегда должен идти пробел, а между буквой и закрывающей скобкой пробела быть не должно), но автоформатирование преимущественно применяется к языкам программирования (имеющим строгую синтаксическую структуру).
К элементам автоформатирования относят:
- автоотступы, определяющиеся глубиной вложенных скобок в языках с блочными операторами (Си/Си++, Java, Паскаль, PHP);
- подстановку имени переменной, класса, метода и т. д. из ранее определённых (функция автодополнения);
- замену триграфов на соответствующие символы (в Си, FORTRAN);
- приведение к заданному регистру операторов и ключевых слов языка программирования (BASIC, Си);
- удаление излишних пробелов из текста;
- автоматическое оформление разрыва строки в языках, требующих такого оформления (например, слеш последним символом строки, если открыты кавычки).

Так же, автоформатирование может применяться по отношению к оформлению текста (автовыделение списков, заголовков и подзаголовков, гиперссылок).